# 에버트 콜리어

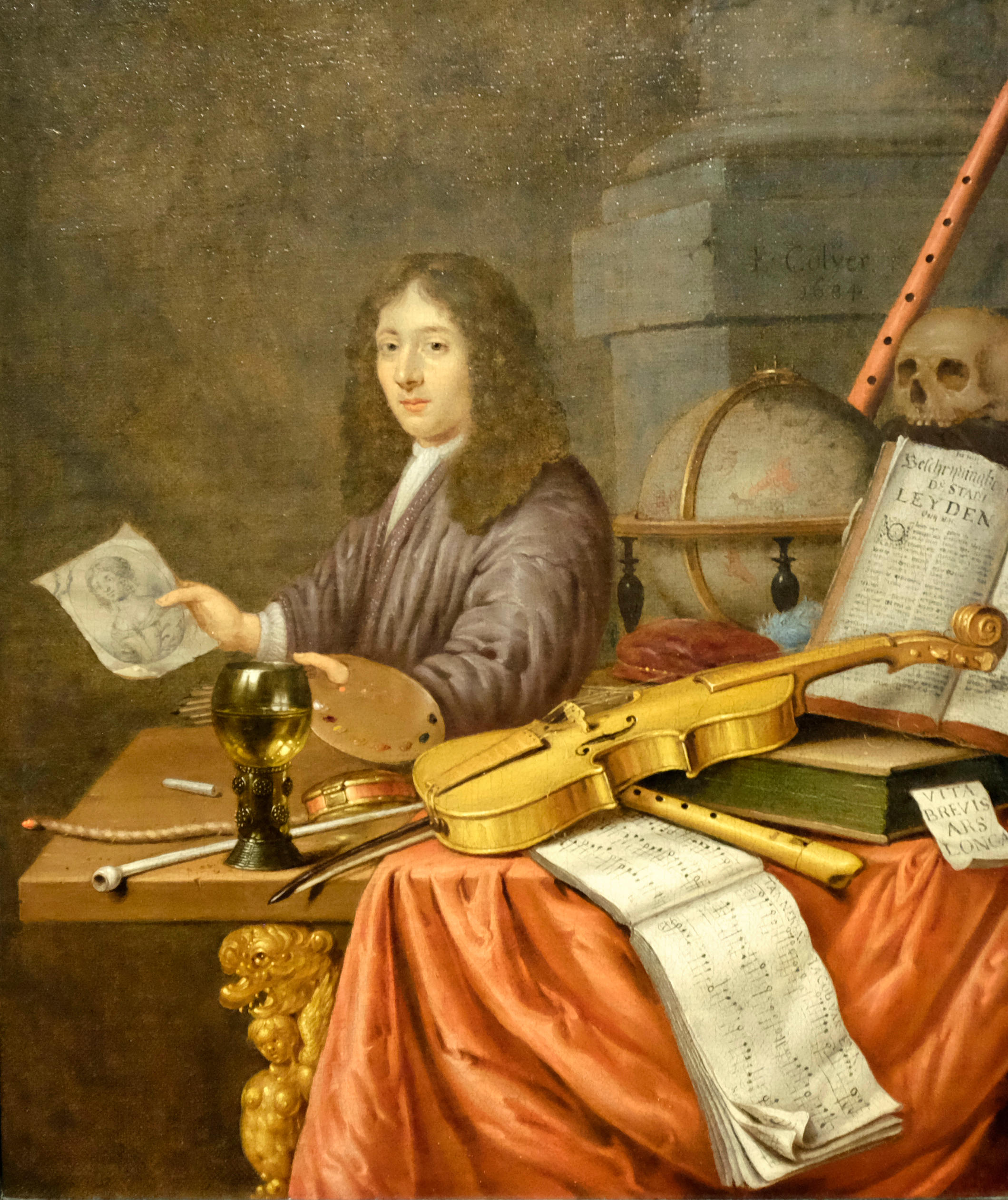
바니타스 정물화와 함께 그려진 콜리어의 자화상. 1684년 작, 호놀룰루 미술관 소장

에버트 콜리어(Evert Collier, 1642년 1월 26일 ~ 1708년)은 바니타스와 트롱프뢰유 작품들로 알려진 네덜란드 황금시대의 정물화 화가이다. 이름은 Edwart, Eduart 등으로, 성은 Colyer, Kollier 등으로 적기도 한다.
브레다에서 세례를 받았으며 하를럼에서 화가 수련을 받았다. 1667년 레이던, 1686년 암스테르담, 1693년 런던으로 거처를 옮겼다. 1702~1706년 레이던에 돌아왔다가 다시 런던으로 옮겨 사망할 때까지 런던에서 지냈다. 1708년 9월 8일 피카딜리의 성 제임스 교회에 묻혔다.

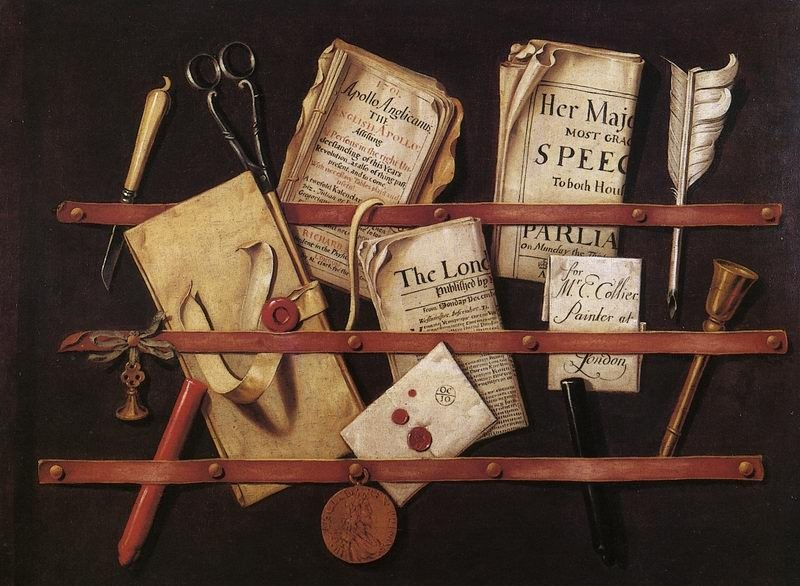
콜리어의 트롱프뢰유 회화